# Medalla por la Liberación de Belgrado
La Medalla por la Liberación de Belgrado (en ruso: Медаль «За освобождение Белграда», tr.: Medal "Za osvobozhdenie Belgrada") es una medalla de la Guerra Ofensiva de la Gran Guerra Patriótica, creada el 9 de junio de 1945 por Stalin y otorgada a todos los soldados del Ejército Rojo, Marina, Tropas del Ministerio del Interior (MVD) y Tropas del Comité de Seguridad del Estado (NKVD) que participaron en la liberación de Belgrado entre el 29 de septiembre y el 22 de octubre de 1944, así como a los organizadores y comandantes de las operaciones de combate en el alzamiento de la ciudad. 

## Historia
Fue instituida por decreto de la Presidencia del Soviet Supremo de la URSS del 9 de junio de 1945, tras la petición del Comisariado del Pueblo. Su reglamento, diseño y descripción fueron publicados en la Gaceta del Soviet Supremo de la URSS nº 34 de 1945. Se cuelga en la izquierda del pecho, situándose después de la Medalla por la Conquista de Berlín. 
Se concedió en nombre de la Presidencia del Soviet Supremo de la URSS, una vez verificados los documentos que certificaban la participación real en la liberación de Belgrado. Se concedió unas 70 000 veces.
El 19 de abril de 1945, el Comandante en Jefe de la Retaguardia del Ejército Rojo, el general de ejército Andréi Jruliov, ordenó al Comité Técnico de la Dirección Principal de Intendencia la elaboración de proyectos para crear condecoraciones por la conquista y liberación de ciudades fuera de los límites de la Unión Soviética. Se presentaron cinco diseños a concurso en los que el elemento principal había de ser la leyenda "Por la liberación de Belgrado", de los cuales sólo dos contenían en el centro la estrella de cinco puntas. El diseño ganador fue el del pintor A. I. Kutnezov, autor de otras condecoraciones.
Por decreto de la Presidencia del Soviet Supremo de la URSS del 5 de febrero de 1951 se estableció que la medalla y su certificado quedarían en manos de la familia tras la muerte del receptor, como homenaje y recuerdo (antes del decreto había que devolverlas al Estado en ese caso).
Juntamente con la medalla se concedía un certificado acreditativo.
Tras el enfriamiento de las relaciones entre la Unión de Repúblicas Socialistas Soviéticas y la Yugoslavia de Tito en la década de 1950, se instó a los receptores de esta medalla a cambiarla por una Medalla por el Servicio de Combate.

## Diseño
La medalla es de latón y mide 32 mm de diámetro. En el anverso aparece la inscripción "ЗА ОСВОБОЖДЕНИЕ " ("Por la Liberación") y en el centro, sobre una cinta "БЕЛГРАДА" ("Belgrado"). Toda la medalla está envuelta por una corona de laurel, y entre las puntas de la corona hay una estrella de cinco puntas. En el reverso aparece la fecha de la liberación de la ciudad "20 ОКТЯБРЯ 1944" (20 de octubre de 1944), y en la parte superior, aparece otra estrella de cinco puntas. Todas las inscripciones e imágenes son convexas.
La medalla se cuelga de un galón pentagonal de 24 mm de anchura, cubierto con una cinta de seda de moaré verde. En el centro hay una franja negra de 8 mm.